# Lesław Ćmikiewicz
Lesław Ćmikiewicz, né le 25 août 1948 à Wrocław, était un footballeur polonais. Il a occupé le poste de milieu de terrain pour l'équipe de Pologne et différents clubs polonais et américains. 

## Carrière de joueur

### En club
Lesław Ćmikiewicz a fait ses débuts footballistiques au Lotnik Wrocław, petit club de sa ville de naissance, puis a rejoint le Śląsk Wrocław en 1965. Wrocław étant à la traîne en championnat, Ćmikiewicz s'engage en 1970 avec le Legia Varsovie, club phare du football polonais. Dès sa première année, il atteint la deuxième place du classement. Après neuf années de loyaux services, il quitte la Pologne pour les États-Unis et New York. En Major Indoor Soccer League, Ćmikiewicz monte vers le nord et Chicago. À l'issue de la saison 1980-1981, il met fin à sa carrière.

### Palmarès
- Vice-Champion de Pologne : 1971
- Vainqueur de la Coupe de Pologne : 1973, 1980
- Vainqueur des Jeux olympiques : 1972
- Troisième de la Coupe du monde : 1974
- Deuxième des Jeux olympiques : 1976